# Festival Internacional de Cine de Toronto de 2024
El 49º Festival Internacional de Cine de Toronto se celebrará del 5 al 15 de septiembre de 2024. 
El festival está previsto que se inaugure con la película Nutcrackers de David Gordon Green y se cierre con el debut como director de Rebel Wilson, The Deb . 

## Anuncios clave de programación
Los primeros anuncios de programación se publicaron el 18 de junio de 2024.. El 9 de julio se anunció un segundo lote de películas  y las galas de apertura y clausura se anunciaron el 16 de julio.  Los anuncios del programa completo comenzaron el 22 de julio, con las alineaciones de la gala y las presentaciones especiales anunciadas ese día y varios otros programas anunciados durante el transcurso de esa semana.  El programa completo del festival, incluidas numerosas incorporaciones de última hora, se anunció el 13 de agosto.  Además de películas nuevas y actuales, el calendario incluye proyecciones especiales de aniversario de Whiplash, de Damien Chazelle, y Double Happiness, de Mina Shum . 
Cascanueces marca la primera vez que un título de adquisiciones que no está ya asociado a un distribuidor comercial inaugura el festival desde que Creation lanzó la edición de 2009.  Barry Hertz, de The Globe and Mail, vinculó esta elección con el anuncio que el festival hizo a principios de año de que planea lanzar un mercado cinematográfico completo en 2026, lo que sugiere que esto indica un esfuerzo del festival por desempeñar un papel activo para ayudar a la película a conseguir un acuerdo de distribución y, de este modo, demostrar la viabilidad comercial del proyecto de mercado. 
La elección de The Deb como película de cierre se filtró efectivamente unos días antes del anuncio oficial, cuando Wilson publicó un video en su cuenta de Instagram para acusar a los productores de la película de haber intentado bloquear el estreno de la película en TIFF. 

## Premios

### Premios de homenaje
Entre los ganadores de los premios TIFF Tribute Awards se encuentran David Cronenberg, que recibirá el premio Norman Jewison, y Amy Adams, que recibirá el premio al mejor intérprete.  El actor Jharrel Jerome también será homenajeado en la categoría de actuación, y la actriz Zhao Tao recibirá un premio de homenaje especial. 
Cate Blanchett ha sido anunciada como la ganadora del premio Share Her Journey Groundbreaker Award para mujeres que han hecho una diferencia positiva en la industria cinematográfica.  Angelina Jolie ha sido anunciada como ganadora del premio Jeff Skoll en Impact Media. 
Mike Leigh recibirá el Premio al Director, Camille Dalmais y Clément Ducol recibirán el Premio Variety Artisan, y Durga Chew-Bose recibirá el Premio al Talento Emergente. 

### Premios regulares
Los premios a las películas, incluido el Premio del Público, se anunciarán al finalizar el festival. El programa de premios incluirá el regreso del Premio al Mejor Descubrimiento Canadiense, presentado anteriormente por el festival como "Mejor ópera prima canadiense" hasta que se suspendió después del Festival Internacional de Cine de Toronto de 2019. 

### Premios de jurados
- Plataforma: Atom Egoyan, Hur Jin-ho, Jane Schoenbrun
- Mejor largometraje canadiense y mejor descubrimiento canadiense: Estrella Araiza, Chelsea McMullan, Randall Okita
- Atajos: Luis De Filippis, Micah Kernan, Shane Smith
- NETPAC: Hannah Fisher, Vilsoni Hereniko, Kerri Sakamoto
- FIPRESCI: Li Cheuk-to, Pierre-Simon Gutman, Azadeh Jafari, Saffron Maeve, Wilfred Okiche

## Eventos
En conversación con... Se llevarán a cabo eventos con Cate Blanchett, Zoe Saldaña, Steven Soderbergh y Hyun Bin y Lee Dong-wook . 

### Galas
The following films were selected to the Gala Presentations section:
| Título en inglés                                    | Título original                                     | Director(s)                 | País de producción          |
| --------------------------------------------------- | --------------------------------------------------- | --------------------------- | --------------------------- |
| Andrea Bocelli: Because I Believe                   | Andrea Bocelli: Because I Believe                   | Cosima Spender              | Reino Unido                 |
| Better Man                                          | Better Man                                          | Michael Gracey              | Australia                   |
| The Deb                                             | The Deb                                             | Rebel Wilson                | Australia                   |
| Don't Let's Go to the Dogs Tonight                  | Don't Let's Go to the Dogs Tonight                  | Embeth Davidtz              | Sudáfrica                   |
| Eden                                                | Eden                                                | Ron Howard                  | Estados Unidos              |
| Elton John: Never Too Late                          | Elton John: Never Too Late                          | R.J. Cutler, David Furnish  | Estados Unidos, Reino Unido |
| The Friend                                          | The Friend                                          | Scott McGehee, David Siegel | Estados Unidos              |
| Harbin                                              | 하얼빈                                              | Woo Min-ho                  | Corea del Sur               |
| Meet the Barbarians                                 | Les barbares                                        | Julie Delpy                 | Francia                     |
| Megalopolis                                         | Megalopolis                                         | Francis Ford Coppola        | Estados Unidos              |
| Nutcrackers                                         | Nutcrackers                                         | David Gordon Green          | Estados Unidos              |
| Oh, Canada                                          | Oh, Canada                                          | Paul Schrader               | Estados Unidos              |
| The Penguin Lessons                                 | The Penguin Lessons                                 | Peter Cattaneo              | España, Reino Unido         |
| The Return                                          | The Return                                          | Uberto Pasolini             | Italia, Reino Unido         |
| Road Diary: Bruce Springsteen and The E Street Band | Road Diary: Bruce Springsteen and The E Street Band | Thom Zimny                  | Estados Unidos              |
| The Shrouds                                         | The Shrouds                                         | David Cronenberg            | Canadá, Francia             |
| Superboys of Malegaon                               | Superboys of Malegaon                               | Reema Kagti                 | India                       |
| Takin' Care of Business                             | Takin' Care of Business                             | Tyler Measom                | Canadá, Estados Unidos      |
| Unstoppable                                         | Unstoppable                                         | William Goldenberg          | Estados Unidos              |
| Will &amp; Harper                                   | Will &amp; Harper                                   | Josh Greenbaum              | Estados Unidos              |
| The Wild Robot                                      | The Wild Robot                                      | Chris Sanders               | Estados Unidos              |
| William Tell                                        | William Tell                                        | Nick Hamm                   | Italia, Reino Unido         |

### Presentaciones especiales
Las siguientes películas fueron seleccionadas para la sección Presentaciones Especiales:
| Título en inglés            | Título original             | Director(s)                             | País de producción                        |
| --------------------------- | --------------------------- | --------------------------------------- | ----------------------------------------- |
| 40 Acres                    | 40 Acres                    | R. T. Thorne                            | Canadá                                    |
| All of You                  | All of You                  | William Bridges                         | Estados Unidos                            |
| All We Imagine as Light     | All We Imagine as Light     | Payal Kapadia                           | Francia, India, Países Bajos, Luxembourgo |
| Anora                       | Anora                       | Sean Baker                              | Estados Unidos                            |
| The Assessment              | The Assessment              | Fleur Fortuné                           | Reino Unido, Alemania, Estados Unidos     |
| Babygirl                    | Babygirl                    | Halina Reijn                            | Estados Unidos                            |
| Bird                        | Bird                        | Andrea Arnold                           | Reino Unido                               |
| Bring Them Down             | Bring Them Down             | Christopher Andrews                     | Ireland, Belgium                          |
| The Brutalist               | The Brutalist               | Brady Corbet                            | Estados Unidos, Reino Unido, Hungary      |
| Can I Get a Witness?        | Can I Get a Witness?        | Ann Marie Fleming                       | Canadá                                    |
| Carnival Is Over            | Os Enforcados               | Fernando Coimbra                        | Brasil, Portugal                          |
| Caught by the Tides         | 风流一代                    | Jia Zhangke                             | China                                     |
| Conclave                    | Conclave                    | Edward Berger                           | Estados Unidos, Reino Unido               |
| The Cut                     | The Cut                     | Sean Ellis                              | Reino Unido                               |
| Dahomey                     | Dahomey                     | Mati Diop                               | Francia, Senegal, Benín                   |
| Emilia Pérez                | Emilia Pérez                | Jacques Audiard                         | Francia                                   |
| The End                     | The End                     | Joshua Oppenheimer                      | Denmark, Reino Unido                      |
| The Fire Inside             | The Fire Inside             | Rachel Morrison                         | Estados Unidos                            |
| The Girl with the Needle    | Pigen med nålen             | Magnus von Horn                         | Denmark, Poland, Sweden                   |
| Hard Truths                 | Hard Truths                 | Mike Leigh                              | Reino Unido, España                       |
| Harvest                     | Harvest                     | Athina Rachel Tsangari                  | Reino Unido                               |
| Heretic                     | Heretic                     | Scott Beck and Bryan Woods              | Estados Unidos                            |
| Hold Your Breath            | Hold Your Breath            | Karrie Crouse, Will Joines              | Estados Unidos                            |
| I'm Still Here              | Ainda Estou Aqui            | Walter Salles                           | Brasil, Francia                           |
| I, the Executioner          | 베테랑2                     | Ryoo Seung-wan                          | South Korea                               |
| K-Pops!                     | K-Pops!                     | Anderson .Paak                          | Estados Unidos                            |
| The Last Showgirl           | The Last Showgirl           | Gia Coppola                             | Estados Unidos                            |
| The Life of Chuck           | The Life of Chuck           | Mike Flanagan                           | Estados Unidos                            |
| Love in the Big City        | 대도시의 사랑법             | E.oni                                   | South Korea                               |
| The Luckiest Man in America | The Luckiest Man in America | Samir Oliveros                          | Estados Unidos                            |
| Millers in Marriage         | Millers in Marriage         | Edward Burns                            | Estados Unidos                            |
| Misericordia                | Miséricorde                 | Alain Guiraudie                         | Francia, España, Portugal                 |
| Nightbitch                  | Nightbitch                  | Marielle Heller                         | Estados Unidos                            |
| On Becoming a Guinea Fowl   | On Becoming a Guinea Fowl   | Rungano Nyoni                           | Zambia, Reino Unido, Ireland              |
| On Swift Horses             | On Swift Horses             | Daniel Minahan                          | Estados Unidos                            |
| The Order                   | The Order                   | Justin Kurzel                           | Canadá, Estados Unidos                    |
| Paul Anka: His Way          | Paul Anka: His Way          | John Maggio                             | Estados Unidos                            |
| The Piano Lesson            | The Piano Lesson            | Malcolm Washington                      | Estados Unidos                            |
| Piece by Piece              | Piece by Piece              | Morgan Neville                          | Estados Unidos                            |
| Queer                       | Queer                       | Luca Guadagnino                         | Italia, Estados Unidos                    |
| Quisling: The Final Days    | Quislings siste dager       | Erik Poppe                              | Norway                                    |
| Relay                       | Relay                       | David Mackenzie                         | Estados Unidos                            |
| Rez Ball                    | Rez Ball                    | Sydney Freeland                         | Estados Unidos                            |
| Riff Raff                   | Riff Raff                   | Dito Montiel                            | Estados Unidos                            |
| The Room Next Door          | The Room Next Door          | Pedro Almodóvar                         | España                                    |
| Rumours                     | Rumours                     | Guy Maddin, Evan Johnson, Galen Johnson | Canadá, Alemania                          |
| The Salt Path               | The Salt Path               | Marianne Elliott                        | Reino Unido                               |
| Saturday Night              | Saturday Night              | Jason Reitman                           | Estados Unidos                            |
| Sharp Corner                | Sharp Corner                | Jason Buxton                            | Canadá, Ireland                           |
| Shell                       | Shell                       | Max Minghella                           | Estados Unidos                            |
| Shepherds                   | Berger                      | Sophie Deraspe                          | Canadá                                    |
| Sketch                      | Sketch                      | Seth Worley                             | Estados Unidos                            |
| Vermiglio                   | Vermiglio                   | Maura Delpero                           | Italia, Francia, Belgium                  |
| We Live in Time             | We Live in Time             | John Crowley                            | Francia, Reino Unido                      |
| Went Up the Hill            | Went Up the Hill            | Samuel Van Grinsven                     | New Zealand, Australia                    |
| Without Blood               | Without Blood               | Angelina Jolie                          | Estados Unidos, Italia                    |
| Young Werther               | Young Werther               | José Avelino Gilles Corbett Lourenço    | Canadá                                    |

### Eventos especiales
| Título en inglés    | Título original | Director(es)     | País de producción |
| ------------------- | --------------- | ---------------- | ------------------ |
| Doble felicidad     | Doble felicidad | Mina Shum        | Canadá             |
| Duna                | Duna            | Denis Villeneuve | Estados Unidos     |
| Dune: segunda parte |                 | Denis Villeneuve | Estados Unidos     |
| Latigazo            | Latigazo        | Damián Chazelle  | Estados Unidos     |